# Bernard Capillon
Bernard Capillon, né le 15 octobre 1929 à Bizerte et mort le 2 septembre 1993 à Antibes, est un officier général français du XXe siècle (général d'armée aérienne). Il commanda la Patrouille de France, fut chef d'état-major de l'Armée de l'air et président-directeur général de la SNECMA.

## Biographie

### Carrière
En 1950, il intègre l'École de l'air. il est choisi pour suivre la formation de l'école de combat des pilotes aux États-Unis et son brevet de pilote, avec des aviateurs qui s'apprêtent, eux, à participer à la guerre de Corée. Il revient ensuite dans l'hexagone piloter le premier avion de combat à réaction de conception française, l'Ouragan.
En 1955, il commande une des escadrilles du 1/2 Cigognes sur la Base aérienne 102 Dijon-Longvic. En 1956, il participe à la guerre d'Algérie à la tête d'une escadrille, implantée à Blida. De 1957 à 1959, il passe de lieutenant à capitaine, et commande la Patrouille de France, une formation renommée et prisée pour ses démonstrations de voltige aérienne. La patrouille vole pour la première fois sur Mystère IV A et inaugure l'utilisation des fumigènes tricolores.
De 1961 à 1963, de nouveau à Dijon, il dirige l'Escadron de chasse 1/30 Alsace, équipé des premiers Mirage III. De 1964 à 1967, il rejoint les Forces françaises en Allemagne, sur la Base aérienne 136 Bremgarten (transférée en juin 1967 à Toul-Rosières). Il y commande une escadre de chasse équipée de F-100 D, des chasseurs-bombardiers équipés de l'arme nucléaire tactique. En 1968, promu lieutenant-colonel, il exerce à l'École supérieure de guerre aérienne à Paris. En 1969, il est aux États-Unis à l'Armed Force Staff College de Norfolk. De 1969 à 1973, il est inspecteur de la chasse à l'Inspection générale de l'Armée de l'air. En 1973, il est colonel et commande la Base aérienne de Luxeuil.
Promu général de brigade aérienne en 1975, il intègre l'état-major particulier de Valéry Giscard d'Estaing, président de la République. En janvier 1977, il est envoyé à Tripoli comme envoyé spécial du Président auprès des autorités libyennes, pour ramener en France Françoise et Pierre Claustre, otages qui venaient d'être libérés par Goukouni Oueddei. Il y est un des interlocuteurs du pouvoir libyen et des médias, et y découvre les rouages des pouvoirs civils politiques et de l'action diplomatique. Cet épisode contribue également à sa notoriété. 
De 1977 à 1979, il est sous-chef des opérations à l'état-major de l'Armée de l'air à Paris. De 1979 à 1981, il est promu général de division aérienne et commande en second la Force Aérienne Tactique (FATac) à Metz. En 1981 et 1982, il est promu général de corps aérien et commande la défense aérienne à Taverny.
Promu général d'armée aérienne, il devient, du 11 juin 1982 au 16 octobre 1986, chef d'état-major de l'Armée de l'air. D'avril 1987 à 1989, retiré du service actif, il prend la direction de la société de moteurs d'avion SNECMA. Il est remplacé par Louis Gallois,. Il n'est pas en la retraite puisque placé en « deuxième section » des officiers généraux. Avec l'autorisation de son ministre de tutelle, il intervient comme consultant à la télévision, en civil. 
Il meurt d'une crise cardiaque le 2 septembre 1993 à Antibes.

### Décorations
- Grand officier de la Légion d'honneur.
- Commandeur de l'Ordre national du Mérite.
- Croix de la Valeur militaire.
- Médaille de l'Aéronautique.